# 14 zasad zarządzania
14 zasad zarządzania stworzonych przez Henriego Fayola:
1. Podział pracy. Większa i lepsza produkcja dzięki specjalizacji czynności i rozgraniczeniu funkcji.
2. Autorytet. Władza oparta na akceptacji przez tych, którzy tej władzy podlegają.
Typy autorytetu:
  - formalny – prawo rozkazywania wynikające ze stanowiska,
  - osobisty – ten wypracowany.
3. Dyscyplina. Posłuszeństwo, pracowitość itd. Przestrzegane w stosunkach między przedsiębiorcą a pracownikami.
4. Jedność rozkazodawstwa. Każdy pracownik powinien mieć tylko jednego przełożonego, od którego otrzymuje polecenia i któremu relacjonuje wykonanie poleceń. Zasada ta wymaga od niego wiele uniwersalizmu. Aby go wspomóc Fayol zaproponował tworzenie sztabów dowodzeń złożonych ze specjalistów (chorujących na brak władzy).
Z jednością rozkazodawstwa wiąże się rozpiętość kierowania – jest to liczba podwładnych, którzy są podporządkowani bezpośrednio jednemu przełożonemu.
Zasięg kierowania – liczba osób podległych bezpośrednio i pośrednio.
Rozpiętość kierowania możemy podzielić na:
  - formalną rozpiętość kierowania, czyli liczbę osób podporządkowanych bezpośrednio jednemu przełożonemu na mocy organizacyjnych przepisów.
  - rzeczywistą rozpiętość kierowania, czyli liczbę podwładnych, którymi przełożony kieruje bezpośrednio (może być różna od rozpiętości formalnej).
  - potencjalną rozpiętość kierowania, a więc taką, która jest teoretycznie najbardziej uzasadniona z punktu widzenia sprawności kierowania.
5. Jednolitość kierownictwa. W każdym zespole (organizacji) powinien być jeden szef i jeden plan realizowany przez wszystkich.
6. Podporządkowanie interesu osobistego interesowi ogółu. Z zastrzeżeniem, że najlepiej godzić te dwa interesy.
7. Wynagrodzenie. Sprawiedliwe – nagradzające pracownika i motywujące go do dalszej pracy. Zadowalające zarówno z punktu widzenia pracownika, jak i pracodawcy.
8. Centralizacja. Może być określana jako stan lub proces.
Stan → sytuacja, w której większość decyzji podejmowane jest na najwyższych szczeblach
Proces → przyjmowanie uprawnień decyzyjnych szczebli niższych przez wyższe.
9. Hierarchia. Przełożeni i podwładni.
Określa on też wynikającą z hierarchii drogę służbową, czyli ściśle wyznaczoną kolejność komunikowania się „w pionie”. Jej stosowanie jest niezbędne do zapewnienia jedności rozkazodawstwa. Zazwyczaj czas tego komunikowania się jest bardzo długi, więc niekiedy można go skrócić stosując tzw. kładkę Fayola. Polega ona na upoważnieniu, w wyniku porozumienia szefów, podwładnych do dogadywania się między sobą, ale muszą informować szefa o treści uzgodnienia.
10. Ład. Zapewnienia właściwego miejsca dla każdej rzeczy i człowieka w organizacji.
11. Odpowiednie traktowanie pracowników.
12. Stabilizacja personelu. Pracownicy mogą osiągnąć biegłość w wykonywaniu zadań.
13. Inicjatywa. Przełożony powinien częściowo rezygnować ze swoich ambicji, aby jego podwładni mogli podejmować inicjatywę.
14. Zgranie personelu. Esprit de corps.